# Forte San Marco
Il Forte San Marco è un forte costruito dal Regio Esercito italiano, tra il 1888 e il 1913, sul monte omonimo, in località Lubiara nel comune di Caprino Veronese.

## Storia
La costruzione del forte è stata iniziata nel 1888 allo scopo di completare la linea di difesa con il confine con l'Austria-Ungheria (posto, circa, dove ora c'è il confine regionale tra Veneto e Trentino-Alto Adige, all'epoca territorio austriaco).

Completato nel 1913, durante la prima guerra mondiale fu pesantemente armato, ma venne utilizzato quasi esclusivamente per l'acquartieramento di truppe. Non partecipò, infatti, ad alcun combattimento. Vennero soltanto sparati alcuni colpi contro gli aerei austriaci che volavano verso Verona allo scopo di bombardarla.
Oggi il forte è proprietà privata e versa in stato di parziale abbandono. È comunque usato come meta turistica e campo di gioco per squadre di soft air.

## Caratteristiche
Il forte è costruito utilizzando conci di pietra locale, estratta nelle vicine cave di Lubiara (in particolare in rosso ammonitico). Gli archivolti sono invece costruiti in cotto. Il modello costruttivo segue la scuola del Generale del genio militare italiano Enrico Rocchi, anche se segue alcuni modelli derivati dallo stile prussiano. La pianta è sostanzialmente rettangolare, anche se presenta delle irregolarità dovute all'obbligo di adattarsi alle asperità del terreno.
Il forte si trova in una posizione sovrastante l'inizio della chiusa di Ceraino, a quota 451 m. su una propaggine meridionale del Monte Cordespino.
All'interno del forte sono presenti due cortili, alcune sale, caserme, magazzini per munizioni e postazioni per artiglieria. A proteggerlo una muraglia allo scoperto che lo circonda interamente e un fossato largo dai 5 ai 6 metri scavato nella roccia, ad esclusione nel lato destro a precipizio sulla valle.
Feritoie per la fucileria e casematte costituiscono i vari lati della fortificazione. Sullo spigolo destro è presente una torre che sovrasta l'intero complesso e presenta numerose fucilerie su diversi livelli.

## Armamento
Il forte era costruito per poter alloggiare un armamento principale, così costituito:
- Fino a 12 cannoni da 149/23 in affusto girevole disposti in cannoniere.

e da un armamento secondario:
- Tra i 4 e i 5 pezzi da campagna
- Tra i 4 e i 5 mortai
- 2 pezzi a tiro rapido